# Quatrecapaïta-(NH₄)
La quatrecapaïta-(NH₄) és un mineral de la classe dels òxids. El nom fa al·lusió a l'estructura, que consta de quatre diferents tipus de capes: (1) [(NH₄),K], (2) [(Na,Mg,□)₃(H₂O)16], (3) [As₂O₃] i (4) [Cl₆]. El sufix -(NH₄) indica el catió dominant a la capa de catió gran.

## Característiques
La quatrecapaïta-(NH₄) és un arsenit de fórmula química (NH₄)₃(NaMg◻)(As₂O₃)₆Cl₆(H₂O)₁₆. Va ser aprovada com a espècie vàlida per l'Associació Mineralògica Internacional l'any 2018, sent publicada per primera vegada el 2019. Cristal·litza en el sistema trigonal. La seva duresa a l'escala de Mohs és 2,5.
Les mostres que van servir per a determinar l'espècie, el que es coneix com a material tipus, es troben conservats a les col·leccions mineralògiques del Museu d'Història Natural del Comtat de Los Angeles, a Los Angeles (Califòrnia) amb el número de catàleg: 66984, 66985 i 66986.

## Formació i jaciments
Va ser descoberta a la mina Torrecillas, situada a Salar Grande, dins la província d'Iquique (Regió de Tarapacá, Xile), on es troba en forma d'agregats de cristalls hexagonals tabulars, sent cada cristall de fins a 0,3 mm de diàmetre. Es tracta de l'únic indret de tot el planeta on ha estat descrita aquesta espècie mineral.